# Paul Graener
Paul Graener (Berlino, 11 gennaio 1872 – Salisburgo, 14 novembre 1944) è stato un compositore e direttore d'orchestra tedesco.

## Biografia
Rimase orfano sin dalla tenera età; fece parte del coro della cattedrale di Berlino.
Studiò composizione da autodidatta e nel 1896 si trasferì a Londra, divenendo direttore del Haymarket Theatre e insegnante, dapprima nel campo privato.
Nel 1904 iniziò la sua carriera di insegnante pubblico all'Accademia di musica londinese e tre anni dopo si trasferì a Vienna per lo stesso incarico.
Nel 1910 assunse la direzione del Mozarteum di Salisburgo e dieci anni dopo si spostò a Lipsia per insegnare composizione al Conservatorio.
Ritornò a Berlino nel 1930 per dirigerne il Conservatorio.
Non è ancora accertata pienamente la notizia che Graener simpatizzasse per il regime e la ideologia nazista, mentre è certo che durante la seconda guerra mondiale, il suo appartamento berlinese fu bombardato e il compositore si spostò, assieme alla famiglia, a Wiesbaden, Monaco, Vienna e Salisburgo.
Dal punto di vista stilistico fu influenzato dal tardo Romanticismo diffuso da Richard Strauss e da Carl Maria von Weber.
Tra le composizioni, annoveriamo: musica sinfonica (Sinfonietta , Suite, Fantasia Romantica, Suite Gotica),  musica da camera 
(Suite violino e pianoforte, Sonata, Quintetto, liriche vocali), varie opere (Theophano, Schrin und Gertraude)

## Opere
- The Faithful Sentry op. 1 (prima esecuzione 1899);[2]
- Das Narrengericht op. 38 (1913);[2]
- Don Juans letztes Abenteuer op. 42 (1914);[2]
- Theophano op. 48 (prima esecuzione 1918, al Bayerische Staatsoper di Monaco di Baviera);[2]
- Schirin und Gertraude op. 51 (1920);
- Hanneles Himmelfahrt senza op. (1927) (basato su un'esecuzione di Gerhart Hauptmann);
- Friedemann Bach op. 90 (1931) (basato su una novella di Albert Emil Brachvogel);
- Der Prinz von Homburg op. 100 (1935 allo Staatsoper Unter den Linden di Berlino con Max Lorenz (cantante)).

## Orchestra
- 2 Stücke, op. 93;
- Stücke, op. 26;
- Sinfonietta per archi e arpa, op. 27 (1910);
- Sinfonia in re minore Schmied Schmerz (1912, op. 39);
- Aus dem Reiche des Pan op. 22 (1920);
- Romantische Phantasie, op. 41;
- Musik am Abend op. 44;
- Variationen über ein russisches Volkslied op. 55 (dal 1926);
- Waldmusik op. 60;
- Divertimento in re maggiore op. 67;
- Concerto per pianoforte e orchestra, op. 72;
- Juventus academica (overture), op.73;
- Gotische Suite op. 74;
- Concerto per violoncello e orchestra da camera op. 78 (pubblicato nel 1927);[2]
- Die Flöte von Sanssouci op. 88 (1930);
- Comedietta op. 82;
- Variationen über Prinz Eugen (1939);
- Sinfonia breve op. 96;
- 3 schwedische Tänze op.98;
- Concerto per violino op. 104;
- Feierliche Stunde op. 106;
- Turmwächterlied op. 107 (1938);
- Wiener Sinfonie op. 110 (1941, prima esecuzione: Hans Knappertsbusch, Orchestra filarmonica di Berlino);
- Concerto per flauto op. 116.

## Musica da camera
- 4 Quartetti d'archi (incl. opp. 54, 65 e 80 pubblicate nel 1920-8);[2]
- Suite op. 63 per flauto e pianoforte (pubblicato nel 1924).[2]

## Altro
- circa 130 canzoni